# Bolenahalli, Belur
Bolenahalli là một làng thuộc tehsil Belur, huyện Hassan, bang Karnataka, Ấn Độ.